# Henrik Einspor
Henrik Einspor (født 1960) er en dansk børnebogsforfatter. Han er født i Frederiksværk i Nordsjælland og har fire søskende.
Han er uddannet lærer og er gift, og har to børn.